# Pál B. Nagy
Pál B. Nagy (Szolnok, 2 maggio 1935) è un ex schermidore ungherese, vincitore di una medaglia d'oro nella scherma ai giochi olimpici.